# Aspidogastrea
Aspidogastrea (do grego: aspis, escudo; gaster, estômato ou bolsa), é uma subclasse de Trematoda.

## Descrição
Aspidogastrea é considerado um dos menores grupos de helmintos parasitos com apenas 60 spp. válidas um ciclo de vida relativamente simples e uma posição basal na sistemática dos Trematoda, inclusive dentro dos Platyhelminthes (LITTLEWOOD 2006). Foram listadas 60 espécies, representando 13 gêneros, dentro de 4 famílias e 2 ordens de Aspidogastrídeos, associadas com 328, determinadas ou não, espécies de hospedeiros invertebrados e vertebrados (ALVEZ, 2014). Os Trematódeos Aspidogastrídeos são um pequeno grupo de helmintos, porém mundialmente distribuídos (ALVEZ, 2014). Os Aspidogastrea são caracterizados por apresentar um aparato de fixação ventral com fileiras de alvéolos ou pequenas ventosas, ou uma fileira de rugas ou ventosas (ROHDE, 2005), e são conhecidos por parasitar moluscos como hospedeiros obrigatórios e vertebrados (peixes e tartarugas) como hospedeiros facultativos ou obrigatórios (ROHDE, 2002). Os Aspidogastrea são conhecidos por serem pouco adaptados ao parasitismo, o que é indicado devido um longo período de sobrevivência fora do hospedeiro (VAN CLEAVE; WILLIAMS, 1943; ROHDE, 1973), apresenta baixa especificidade de hospedeiros (ROHDE, 1972, 1994), um sistema nervoso complexo e uma variedade de receptores sensitivos (ROHDE, 1968; TIMOFEEVA, 1971; ROHDE; WATSON, 1989, 1990). Adicionalmente, o ciclo de vida relativamente mais simples que os Digenea e a necessidade, ao menos em parte, de apenas um molusco como hospedeiro (ex. A. conchicola) colocam o grupo em uma posição basal dentro dos Trematoda (ROHDE, 1972, 1973, 1994) assemelhando-se a um prototrematódeo (LITTLEWOOD, 2006). Mais informações a respeito de aspectos gerais da biologia dos Aspidogastrea foram apresentados por Rohde (2001, 2002, 2005, 2013). Ademais, trabalhos anteriores lidaram com uma extensiva discussão sobre o grupo, especialmente Skrjabin (1952), Dollfus (1958), Yamaguti (1963) e Rohde (1972, 1994). De um total de 60 espécies válidas de aspidogastrídeos são conhecidas as associações com 132 espécies de bivalves, 26 de gastrópodes, 2 de decápodes, 118 de peixes e 21 de tartarugas como hospedeiros obrigatórios ou facultativos (ALVEZ, 2014). A região Neártica apresenta uma maior porcentagem de associações hospedeiro-parasito (62%) entre os hospedeiros dulcícolas, enquanto o Oceano Atlântico Norte apresenta a maior porcentagem de associações hospedeiro-parasito (60%) entre os marinhos (ALVEZ, 2014).

## Famílias
- Aspidogasteridae Poche, 1907
- Multicalycidae Gibson e Chinabut, 1984
- Rugogastridae Schell, 1973
- Stichocotylidae Faust e Tang, 1936

## Referencias
DISSERTAÇÃO- Philippe Vieira Alves. Taxonomia de Lobatostoma spp. (Trematoda: Aspidogastrea), com ênfase nas espécies parasitando os pampos Trachinotus carolinus e T. goodei (Perciformes: Carangidae) do Litoral do Estado do Rio de Janeiro, 2014.
LITTLEHOOD, D. T. J. The evolution of parasitism in flatworms. In: MAULE, A. G.; MARKS, N. J. (Eds.) Parasitic flatworms. Molecular Biology, Biochemistry, Immunology and Physiology. Wallingford, UK, CABI Publishing, p. 1‒36, 2006. 
KOHN, A.; FERNANDES, B. M. M.; COHEN, S. C. South American Trematodes Parasites of Fishes. Imprinta Express, Rio de Janeiro, 2007. 318 p.  
ROHDE, K. Die entwicklung von Multicotyle purvisi Dawes, 1941 (Trematoda: Aspidogastrea). Zeitschrift für Parasitenkunde, v. 30, n. 3, p. 278-280, 1968. 
ROHDE, K. Untersuchungen an Multicotyle purvisi Dawes, 1941 (Trematoda: Aspidogastrea) - VIII. Elektronenmikroskopischer bau des exkretionssystems. International Journal for Parasitology, v. 1, p. 275-286, 1971. ROHDE, K. The Aspidogastrea, especially Multicotyle purvisi Dawes, 1941. Advances in Parasitology, v. 10, p. 77-151, 1972. 
ROHDE, K. Structure and development of Lobatostoma manteri sp. nov. (Trematoda: Aspidogastrea) from the Great Barrier Reef, Australia. Parasitology, v. 66, n. 1, p. 63-83, 1973. 
ROHDE, K. At least eight types of sense receptors in an endoparasitic flatworm: a countertrend to sacculinization. Naturwissenschaften, v. 76, n. 8, p. 383-385. 1989a. 
ROHDE, K. Ultrasctructure of the protonephridial system of Lobatostoma manteri (Trematoda, Aspidogastrea). Journal of Submicroscopic Cytology and Pathology, v. 21, n. 4, p. 599-610, 1989b.199 ROHDE, K. Ultrastructure of the sense receptors of adult Multicotyle purvisi (Trematoda, Aspidogastrea). Zoologia Scripta, v. 19, n. 3, p. 233-241, 1990. 
ROHDE, K. The minor groups of parasitic Platyhelminthes. Advances in Parasitology, v. 33, p. 145-234, 1994. 
ROHDE, K. The Aspidogastrea: an archaic group of Platyhelminthes. In: LITTLEWOOD, D. T. J.; BRAY, R. A. (Eds.) Interrelationships of the Platyhelminthes. Taylor and Francis, London, UK, p. 159-167, 2001. 
ROHDE, K. Subclass Aspidogastrea Faust & Tang, 1936. In: GIBSON, D. I.; JONES, A. BRAY, R. A. (Eds.) Keys to the Trematoda. Vol. 1. CABI, Wallingford, UK, p. 5-14, 2002. 
ROHDE, K. Helminth parasites. In: ROHDE, K. (Ed.) Marine Parasitology. CABI, Wallingford, UK, p. 47-116, 2005. 
ROHDE, K. The intricacy of structural and ecological adaptations: micromorphology and ecology of some Aspidogastrea. In: ROHDE, K. (Ed.) The Balance of Nature and Human Impact. Cambridge University Press, New York, p. 357-368, 2013. 
VAN CLEAVE, H. J.; WILLIAMS, C. O. Maintenance of a trematode, Aspidogaster conchicola, outside the body of its natural host. The Journal of Parasitology, v. 29, p. 127- 130, 1943. 

TIMOFEEVA, T. A. The structure of the nervous system of Aspidogaster conchicola K. Baer, 1827 (Trematoda: Aspidogastrea). Parazitologiya, v. 5, n. 6, p. 517-523, 1971. (Em russo)